# Tom Shankland
Thomas „Tom“ Otto Shankland (* 7. Mai 1968 in Durham) ist ein britischer Drehbuchautor und Filmregisseur, hauptsächlich für Fernsehserien. 

## Leben und Karriere
Shankland, der durch seine Mutter schwedische Wurzeln hat, stammt aus Durham, wo sein Vater an der Universität Italienisch lehrte. Er war Schüler an der Framwellgate Moor Comprehensive School (FMCS) und machte einen Abschluss an der National Film and Television School.
Bereits mit seinen frühen Kurzfilmen um 2000 erregte er Aufmerksamkeit, da sie an zwei Jahren hintereinander für British Academy Film Awards nominiert wurden. Darauf folgten Regiearbeiten an einzelnen Episoden von Fernsehserien, 2002 ein Fernsehfilm und 2007/2008 die zwei Horrorfilme WΔZ – Welche Qualen erträgst du? und The Children, bei dem er auch das Drehbuch schrieb. Seitdem verlegte er sich nur noch auf die Regie von Fernsehserien wie 2014 die gesamte erste Staffel von The Missing, mit der er für einen Emmy nominiert war; um 2017 Episoden für einige Marvel-Netflix-Serien. Ab 2018 begann er, sich bei Miniserien wie The City & The City und Die Schlange von 2021 zusätzlich als ausführender Produzent zu beteiligen.

## Filmografie
- 1998: Bubbles (Kurzfilm)
- 1999: Bait (Kurzfilm)
- 2000: Hearts and Bones (Fernsehserie, 5 Episoden)
- 2000: Going Down (Kurzfilm)
- 2001: Clocking Off (Fernsehserie, 3 Episoden)
- 2002: No Night Is Too Long (Fernsehfilm)
- 2004: Family Business (Fernsehserie, 3 Episoden)
- 2005: Jericho (Miniserie, 1 Episode)
- 2007, 2011: Agatha Christie’s Marple (Fernsehserie, 2 Episoden)
- 2007: WΔZ – Welche Qualen erträgst du? (Film)
- 2008: The Children (Film – auch Drehbuch)
- 2011: The Fades (Fernsehserie, 3 Episoden)
- 2012: Dirk Gently (Fernsehserie, 3 Episoden)
- 2012–2013: Ripper Street (Fernsehserie, 4 Episoden)
- 2014: The Missing (Fernsehserie, 8 Episoden)
- 2015: The Leftovers (Fernsehserie, 1 Episode)
- 2015: Wicked City (Fernsehserie, 1 Episode)
- 2016: House of Cards (Fernsehserie, 3 Episoden)
- 2016: Marvel’s Luke Cage (Fernsehserie, 1 Episode)
- 2017: Marvel’s Iron Fist (Fernsehserie, 1 Episode)
- 2017: Marvel’s The Punisher (Fernsehserie, 2 Episoden)
- 2018: The City and the City (Miniserie, 4 Episoden – auch ausführender Produzent)
- 2018–2019: Les Misérables (Miniserie, 6 Episoden)
- 2021: Die Schlange (Miniserie, 4 Episoden – auch ausführender Produzent)
- 2022: SAS: Rogue Heroes (Fernsehserie, 6 Episoden – auch ausführender Produzent)

## Auszeichnungen und Nominierungen
- 2000 British Academy Film Award: Bait nominiert als Bester Kurzfilm
- 2000 Newport International Film Festival: Bait ausgezeichnet als Bester Kurzfilm
- 2000 London Film Festival: Going Down nominiert für den TCM-Prize
- 2001 British Academy Film Award: Going Down nominiert als Bester Kurzfilm
- 2007 Sitges Festival Internacional de Cinema Fantàstic de Catalunya: WΔZ – Welche Qualen erträgst du? nominiert als Bester Kurzfilm
- 2009 Sitges Festival Internacional de Cinema Fantàstic de Catalunya: The Children nominiert als Bester Film
- 2009 Fantasia International Film Festival: Besondere Erwähnung für The Children für seinen professionellen Umgang mit Kinderdarstellern
- 2009 Bucheon International Fantastic Film Festival: The Children nominiert als Bester Film
- 2009 Neuchâtel International Fantastic Film Festival: The Children nominiert als Bester Film
- 2010 Fangoria Chainsaw Award: The Children nominiert für Bestes Drehbuch
- 2013 British Academy Television Award: Ripper Street nominiert als Beste Dramaserie
- 2015 Primetime Emmy Award: The Missing nominiert für Herausragende Regie einer Miniserie
- 2021 Camerimage: Die Schlange nominiert für den Golden Frog